# Barby (Savoie)
Pour les articles homonymes, voir Barby.
Barby est une commune française située dans le département de la Savoie, en région Auvergne-Rhône-Alpes.
La commune fait partie de l'agglomération chambérienne et de Grand Chambéry.

## Géographie

### Situation
La commune de Barby est située au sud-est de l'agglomération chambérienne, à l'ouest et au pied du massif des Bauges en direction de Curienne et des stations de ski du domaine Savoie Grand Revard.
Son territoire est modeste, d'une superficie de 2,48 km2 (248 hectares), répartis sur un terrain plat à l'ouest et plus collineux à l'est en montant jusqu'à La Roche, premier sommet des Bauges. Son altitude répartie de 292 à 655 mètres induit ainsi un dénivelé de quelque 360 mètres.
Aucun cours d'eau ne traverse la commune, même si la Leysse passe à moins d'un kilomètre au nord-ouest, mais sur la commune de Saint-Alban-Leysse. Toutefois, cette dernière marque la séparation entre Barby et la commune de Saint-Jean-d'Arvey sur quelques centaines de mètres seulement, au niveau du lieu-dit du Bout du Monde.

### Communes limitrophes
Barby possède plusieurs communes limitrophes, parmi lesquelles Saint-Jean-d'Arvey au nord, Curienne du nord-est au sud-est, Challes-les-Eaux au sud, la Ravoire à l'ouest - sud-ouest et Saint-Alban-Leysse à l'ouest - nord-ouest.
| Saint-Alban-Leysse             | Saint-Jean-d'Arvey | Curienne |
| Saint-Alban-Leysse, La Ravoire | Barby              | Curienne |
| La Ravoire                     | Challes-les-Eaux   | Curienne |

### Voies de communication et transports

#### Voies routières
Barby n'accueille sur son territoire aucun axe routier majeur de type « itinéraire important ». La nationale 6 (devenue D 1006) passe toutefois à l'extrémité sud de la commune, mais joint la Ravoire à Challes-les-Eaux sans entrer dans la commune.
La départementale 11 joignant Chambéry à Cruet via Curienne et la Thuile dans le massif des Bauges, débute toutefois l’ascension de La Roche à Barby (où celle-ci marque par ailleurs cinq virages en lacets).
Niveau autoroutier, la nationale 201 (la voie rapide urbaine de Chambéry) permet de joindre Barby via ses sorties 18 vers les Bauges et 19 vers la Ravoire, situées à 2 ou 3 kilomètres. La V.R.U marque la continuité entre les autoroutes A41 et A43 permettant de rallier les villes de Lyon, Grenoble, Annecy et Turin en Italie, en plus des vallées alpines Tarentaise et Maurienne.

### Transports en commun

#### Bus

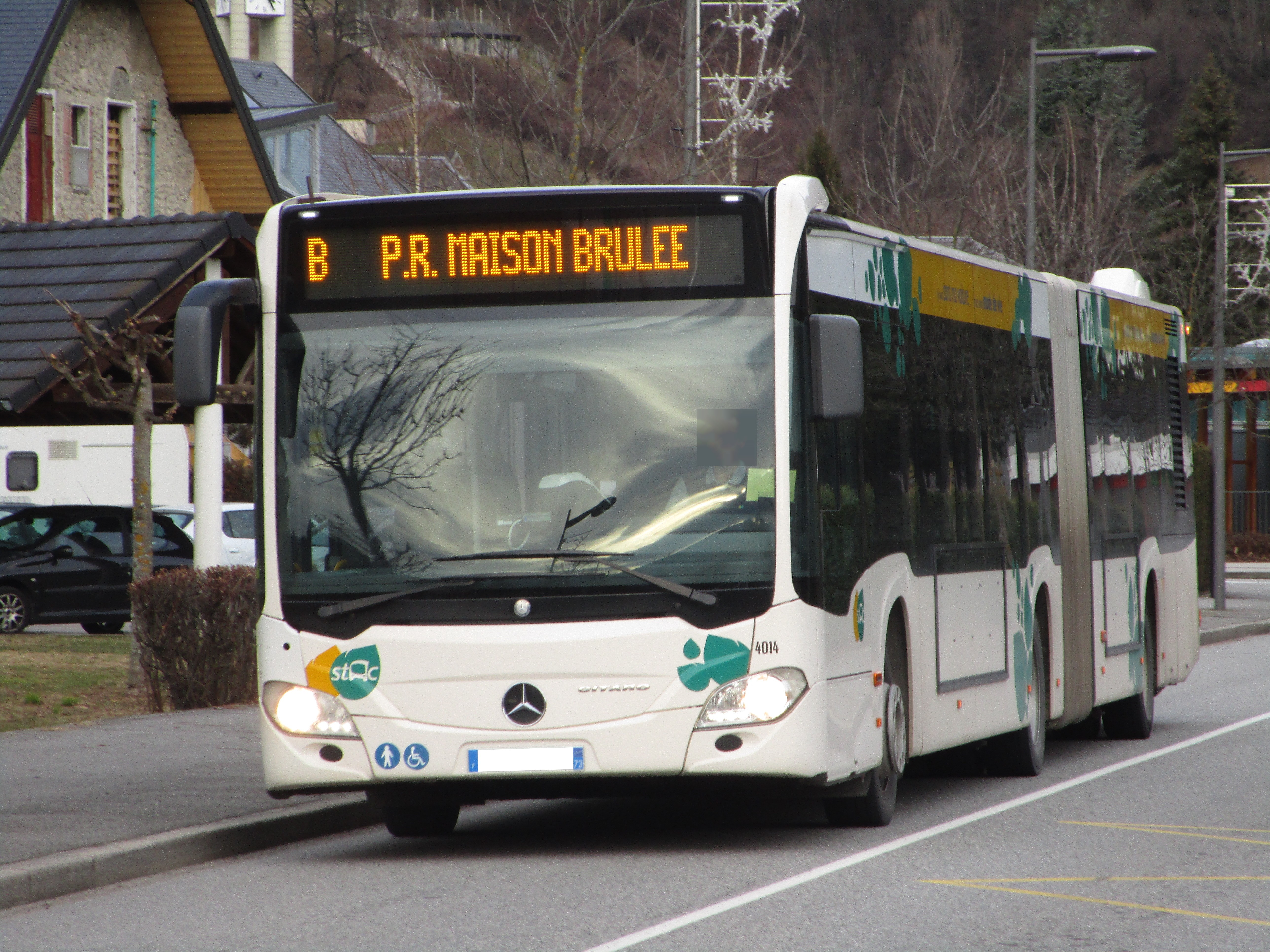
Un bus du réseau Synchro Bus, dans le centre-ville de Barby, en février 2017.

Le territoire communal est desservi par trois lignes du réseau de bus Synchro Bus, géré conjointement par Chambéry Métropole - Cœur des Bauges et Transdev Chambéry. Les lignes concernées sont :
- la ligne   B  , qui arrive sur le territoire depuis le sud-ouest et dispose de son terminus à proximité de la frontière est, relie la commune au parc-relais de la Maison Brûlée à Sonnaz via le centre-ville de Chambéry. Outre son terminus (“Roc Noir”), elle dessert six arrêts dans la commune (“Collège Jean Mermoz”, “Barby Centre”, “Monférine”, “Clos Dupuy”, “Rochettes” et “Chaffat”).
- la ligne  6 , qui entre sur le territoire communal par le sud et en sort à l’ouest, relie Saint-Baldoph au centre commercial Gallion à Bassens. Elle dessert trois arrêts sur le territoire (“Barby Centre”, “Mairie Barby” et “Casselagnat”).
- la ligne  13 , qui longe le territoire barbysien à l’ouest avant de le traverser pour rejoindre Curienne, relie le parc-relais de La Trousse, située à La Ravoire, à La Thuile. Cette ligne dessert trois arrêts dans la commune (“Panoramique”, “Côteau” et “Château de la Bâtie”). En heures creuses, cette ligne est assurée en transport à la demande, ce qui permet, en réservant son trajet jusqu’à deux heures avant l’heure souhaitée, d’être récupéré par un bus et déposé au parc-relais de La Trousse, d’où la ligne B assure des départs vers le centre-ville de Chambéry.

Le dimanche et les jours fériés, seule la ligne   B   circule. Le réseau de nuit ayant été supprimé dans le cadre du nouveau réseau, la commune ne voit plus de bus traverser son territoire après 22 ou 23 heures, selon les jours.

#### Transport ferroviaire
Barby ne possède aucune ligne ni gare ferroviaire. La ligne la plus proche est la ligne de la Maurienne de Culoz à Modane passant à environ deux kilomètres plus à l'ouest. La gare la plus proche est pour sa part la gare de Chambéry-Challes-les-Eaux, située à environ 5 km au nord-ouest. La gare permet un accès direct par TGV avec Paris, Turin et Milan, et par TER Rhône-Alpes avec Lyon, Grenoble, Annecy, Genève et les vallées alpines.

### Climat
Pour des articles plus généraux, voir Climat d'Auvergne-Rhône-Alpes et Climat de la Savoie.
En 2010, le climat de la commune est de type climat des marges montargnardes, selon une étude du Centre national de la recherche scientifique s'appuyant sur une série de données couvrant la période 1971-2000. En 2020, Météo-France publie une typologie des climats de la France métropolitaine dans laquelle la commune est exposée à un climat de montagne ou de marges de montagne et est dans la région climatique Alpes du nord, caractérisée par une pluviométrie annuelle de 1 200 à 1 500 mm, irrégulièrement répartie en été.
Pour la période 1971-2000, la température annuelle moyenne est de 11,3 °C, avec une amplitude thermique annuelle de 18,6 °C. Le cumul annuel moyen de précipitations est de 1 263 mm, avec 9,8 jours de précipitations en janvier et 8,5 jours en juillet. Pour la période 1991-2020, la température moyenne annuelle observée sur la station météorologique de Météo-France la plus proche, « Challes les Eaux », sur la commune de Challes-les-Eaux à 3 km à vol d'oiseau, est de 11,8 °C et le cumul annuel moyen de précipitations est de 1 147,6 mm,. Pour l'avenir, les paramètres climatiques de la commune estimés pour 2050 selon différents scénarios d'émission de gaz à effet de serre sont consultables sur un site dédié publié par Météo-France en novembre 2022.
| Mois                                  | jan.            | fév.             | mars             | avril           | mai           | juin           | jui.           | août           | sep.            | oct.            | nov.             | déc.             | année     |
| ------------------------------------- | --------------- | ---------------- | ---------------- | --------------- | ------------- | -------------- | -------------- | -------------- | --------------- | --------------- | ---------------- | ---------------- | --------- |
| Température minimale moyenne (°C)     | −1,8            | −1,5             | 1,7              | 5,1             | 9,5           | 13,2           | 15             | 14,6           | 11              | 7,2             | 2,3              | −1               | 6,3       |
| Température moyenne (°C)              | 2,3             | 3,6              | 7,8              | 11,4            | 15,6          | 19,4           | 21,5           | 21,1           | 16,9            | 12,3            | 6,5              | 2,9              | 11,8      |
| Température maximale moyenne (°C)     | 6,4             | 8,7              | 13,9             | 17,7            | 21,7          | 25,6           | 28,1           | 27,7           | 22,8            | 17,4            | 10,8             | 6,8              | 17,3      |
| Record de froid (°C) date du record   | −23 14.01.1960  | −22,1 15.02.1956 | −16,1 07.03.1970 | −8,1 08.04.1956 | −4 02.05.1962 | 0,3 03.06.1962 | 3,1 07.07.1962 | 3,9 21.08.1972 | −1,2 27.09.1972 | −6 30.10.1950   | −12,8 30.11.1973 | −19,9 03.12.1973 | −23 1960  |
| Record de chaleur (°C) date du record | 17,9 15.01.1975 | 21,9 28.02.1960  | 27,1 22.03.1990  | 29,5 21.04.18   | 33,7 24.05.09 | 37,5 19.06.22  | 39,8 31.07.20  | 40,9 24.08.23  | 33,7 10.09.23   | 30,6 04.10.1966 | 25,3 12.11.18    | 23,3 18.12.1989  | 40,9 2023 |
| Précipitations (mm)                   | 95,1            | 74               | 86,5             | 83,4            | 99,7          | 97,2           | 93,3           | 100,2          | 97,1            | 101,3           | 107,6            | 112,2            | 1 147,6   |

## Urbanisme

### Typologie
Au 1er janvier 2024, Barby est catégorisée grand centre urbain, selon la nouvelle grille communale de densité à sept niveaux définie par l'Insee en 2022.
Elle appartient à l'unité urbaine de Chambéry, une agglomération intra-départementale regroupant 35  communes, dont elle est une commune de la banlieue,,. Par ailleurs la commune fait partie de l'aire d'attraction de Chambéry, dont elle est une commune du pôle principal,. Cette aire, qui regroupe 115 communes, est catégorisée dans les aires de 200 000 à moins de 700 000 habitants,.

### Occupation des sols
L'occupation des sols de la commune, telle qu'elle ressort de la base de données européenne d’occupation biophysique des sols Corine Land Cover (CLC), est marquée par l'importance des territoires artificialisés (57,6 % en 2018), une proportion sensiblement équivalente à celle de 1990 (57,7 %). La répartition détaillée en 2018 est la suivante : 
zones urbanisées (37,2 %), forêts (36 %), zones industrielles ou commerciales et réseaux de communication (20,4 %), zones agricoles hétérogènes (6,4 %).
L'IGN met par ailleurs à disposition un outil en ligne permettant de comparer l’évolution dans le temps de l’occupation des sols de la commune (ou de territoires à des échelles différentes). Plusieurs époques sont accessibles sous forme de cartes ou photos aériennes : la carte de Cassini (XVIIIe siècle), la carte d'état-major (1820-1866) et la période actuelle (1950 à aujourd'hui).

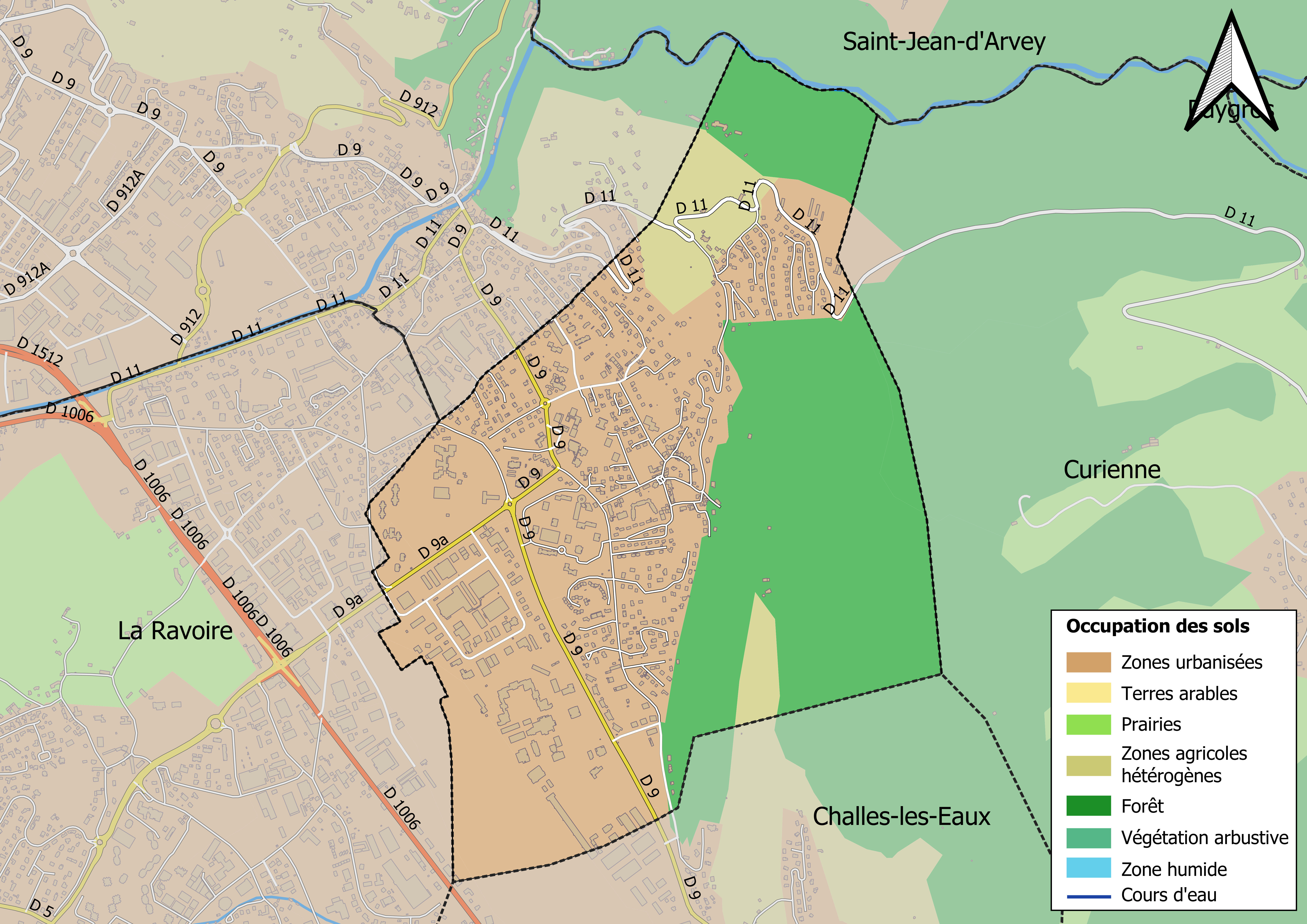
Carte des infrastructures et de l'occupation des sols en 2018 (CLC) de la commune.
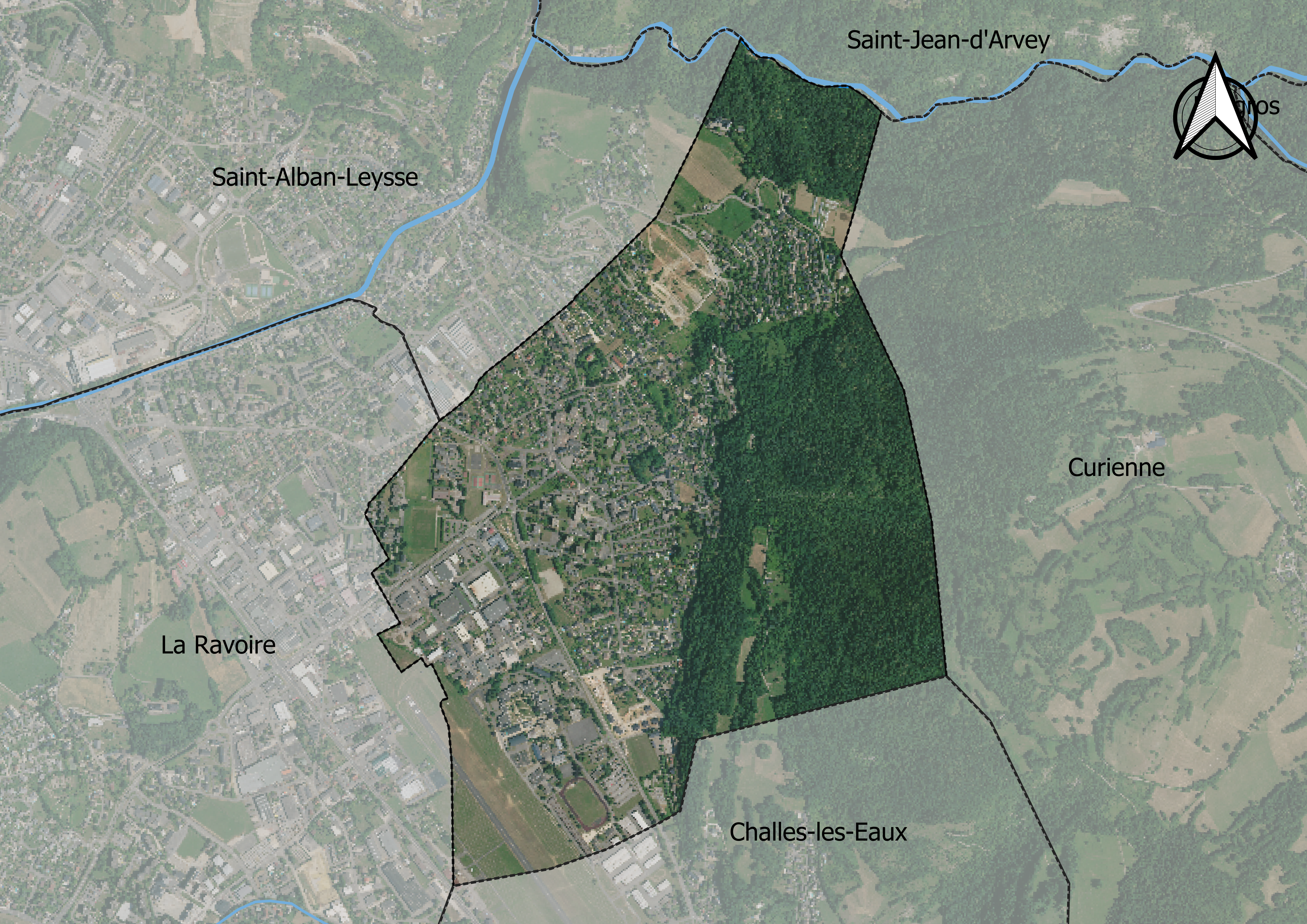
Carte orthophotogrammétrique de la commune.

## Toponymie
Le nom est mentionné anciennement sous les formes Balbiacus dans un acte estimé vers 1010 (Villa que dicitur Balbiacus), puis Balbeio et Balbir au siècle suivant, Balbiaco et Barbie au XIVe siècle,.
Le toponyme remonterait à un type gallo-roman *Balbiacus, basé peut-être sur l'anthroponyme Balbius avec le suffixe -acum, reprenant l'analyse du chanoine Adolphe Gros,.
En francoprovençal, le nom de la commune s'écrit Barbi, selon la graphie de Conflans.

## Histoire
Ancien village, la commune s'est très fortement développée au cours des années 1960 et 70, avec de nombreux immeubles de logements sociaux (Clos Gaillard, Les Épinettes). Cela lui permet d'ailleurs de faire partie des seuls villages du département à dépasser les 30 % de logements sociaux.

## Politique et administration

### Tendances politiques et résultats
Les électeurs de la commune de Barby portent leur suffrage traditionnellement à gauche sur l'échiquier politique.
|                                                                              | 1er score | 1er score                                               | 2e score | 2e score                                | Participation |
| Élections européennes de 2014                                                |           | 19,16 % pour Jean-Marie Le Pen (FN)                     |          | 18,94 % pour Renaud Muselier (UMP)      | 49,66 %       |
| Élections municipales de 2014                                                |           | 61,49 % pour Catherine Chappuis (PS)                    |          | 38,50 % pour Pascal Bouvier (SE)        | 63,56 %       |
| Élection présidentielle de 2012                                              |           | 55,58 % pour François Hollande (PS)                     |          | 44,42 % pour Nicolas Sarkozy (UMP)      | 83,61 %       |
| Élections législatives de 2012                                               |           | 61,09 % pour Bernadette Laclais (PS)                    |          | 38,91 % pour Christiane Brunet (DVD)    | 57,87 %       |
| Élections européennes de 2009                                                |           | 23,83 % pour Françoise Grossetête (UMP)                 |          | 21,62 % pour Michèle Rivasi (EELV)      | 44,00 %       |
| Élections régionales de 2010                                                 |           | 57,69 % pour Jean-Jack Queyranne (PS)                   |          | 28,90 % pour Françoise Grossetête (UMP) | 53,22 %       |
| Élections cantonales de 2008                                                 |           | 57,78 % pour Jean-Pierre Burdin (PRG) (élu au 1er tour) |          | 19,81 % pour Christiane Nantois (DVD)   | 60,16 %       |
| Référendum français sur le traité établissant une constitution pour l'Europe |           | 50,30 % pour le Oui                                     |          | 49,70 % pour le Non                     | 71,18 %       |

### Administration municipale
Le conseil municipal de Barby se compose du maire, de six adjoints et de 16 conseillers municipaux.
Voici ci-dessous le partage des sièges au sein du conseil municipal :

### Liste des maires
| Période                                  | Période                 | Identité                                              | Étiquette | Qualité                                                         |
| ---------------------------------------- | ----------------------- | ----------------------------------------------------- | --------- | --------------------------------------------------------------- |
| Les données manquantes sont à compléter. |                         |                                                       |           |                                                                 |
| 1860                                     | 1890                    | Monsieur le Chevalier Valentin Claraz                 |           | Fils aîné du docteur Balthazard Claraz                          |
| 1912                                     | 1965                    | Marquis Jean-Baptiste Oncieu de la Bâthie (1885-1965) |           |                                                                 |
| 1965                                     | mars 1989               | Louis Besson                                          | DVG-PS    | Député, ministre, conseiller général                            |
| mars 1989                                | mars 2008               | Roland Tissot                                         | PS        | Instituteur retraité                                            |
| mars 2008                                | mars 2020               | Catherine Chappuis                                    | PS        | Fille de l'ancien maire Louis Besson Conseillère départementale |
| mars 2020                                | En cours (au juin 2020) | Christophe Pierreton                                  |           | Ancien 1er ajoint                                               |

## Population et société

### Démographie

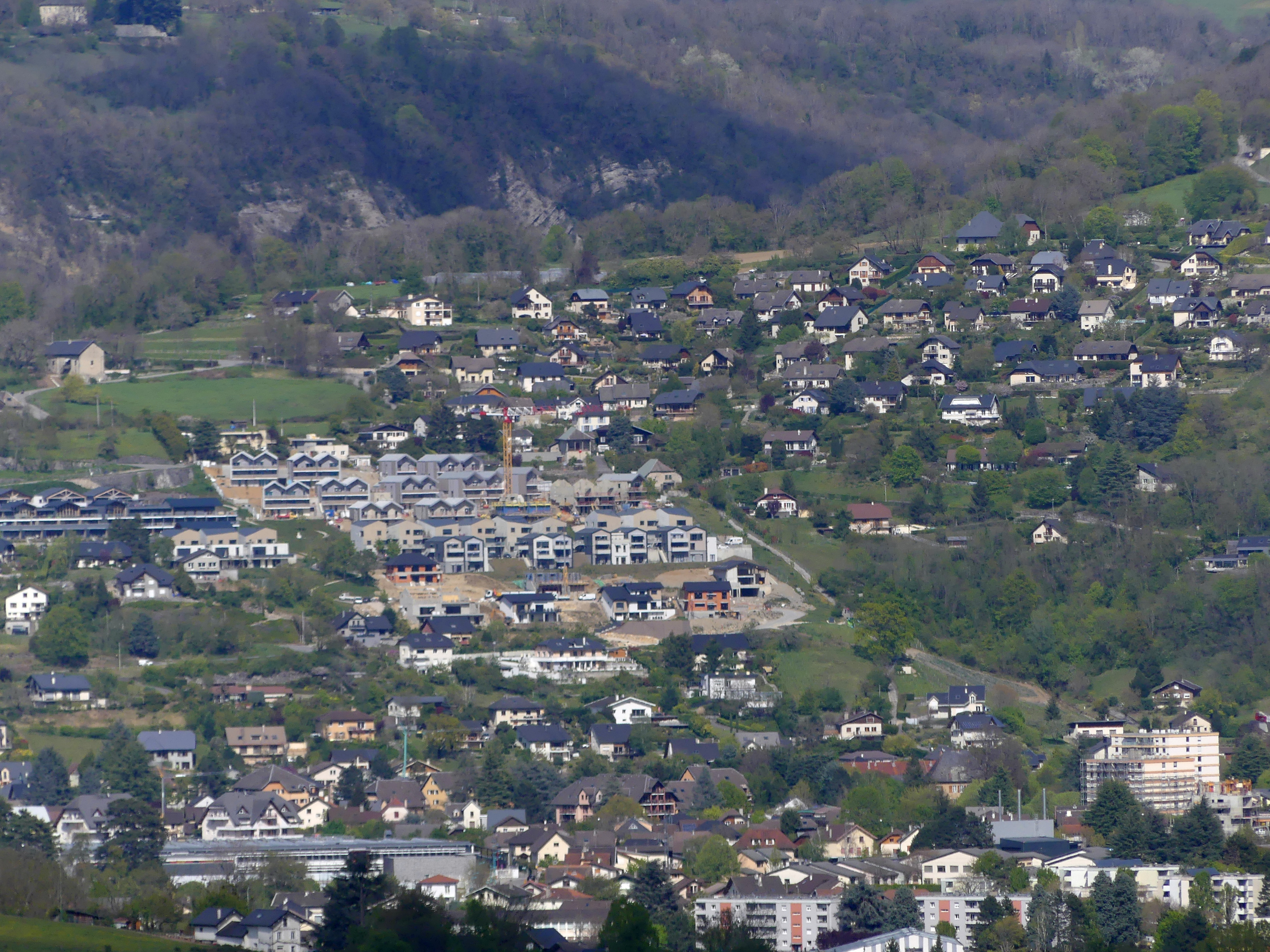
La population de Barby s'accroit avec de nouveaux logements créés.

Les habitants de la commune sont appelés les Barbysiens bien que le terme de Barbysins soit parfois également utilisé.
L'évolution du nombre d'habitants est connue à travers les recensements de la population effectués dans la commune depuis 1793. Pour les communes de moins de 10 000 habitants, une enquête de recensement portant sur toute la population est réalisée tous les cinq ans, les populations de référence des années intermédiaires étant quant à elles estimées par interpolation ou extrapolation. Pour la commune, le premier recensement exhaustif entrant dans le cadre du nouveau dispositif a été réalisé en 2004.

En 2022, la commune comptait 3 545 habitants, en évolution de +4,3 % par rapport à 2016 (Savoie : +3,63 %, France hors Mayotte : +2,11 %).
| 1793 | 1800 | 1806 | 1822 | 1838 | 1848 | 1858 | 1861 | 1866 |
| ---- | ---- | ---- | ---- | ---- | ---- | ---- | ---- | ---- |
| 200  | 224  | 230  | 219  | 270  | 292  | 308  | 290  | 288  |

| 1872 | 1876 | 1881 | 1886 | 1891 | 1896 | 1901 | 1906 | 1911 |
| ---- | ---- | ---- | ---- | ---- | ---- | ---- | ---- | ---- |
| 247  | 252  | 241  | 260  | 256  | 263  | 258  | 246  | 242  |

| 1921 | 1926 | 1931 | 1936 | 1946 | 1954 | 1962 | 1968 | 1975  |
| ---- | ---- | ---- | ---- | ---- | ---- | ---- | ---- | ----- |
| 249  | 276  | 272  | 270  | 290  | 309  | 328  | 550  | 1 884 |

| 1982  | 1990  | 1999  | 2004  | 2006  | 2009  | 2014  | 2019  | 2022  |
| ----- | ----- | ----- | ----- | ----- | ----- | ----- | ----- | ----- |
| 2 672 | 3 080 | 2 958 | 3 287 | 3 276 | 3 304 | 3 326 | 3 429 | 3 545 |

### Enseignement
La commune est rattachée à l'académie de Grenoble.

### Cultes
Le culte catholique est pratiqué, les célébrations ont lieu dans l'église Saint Jean, située au 1 Place de la Colombière. La communauté catholique de Barby fait partie de la paroisse «Saintes Marthe et Marie de La Ravoire», dans  l'archidiocèse de Chambéry .

## Économie
Le commune fait partiellement partie de l'aire géographique de production et transformation du « Bois de Chartreuse », la première AOC de la filière Bois en France,.

## Culture et patrimoine

### Lieux et monuments

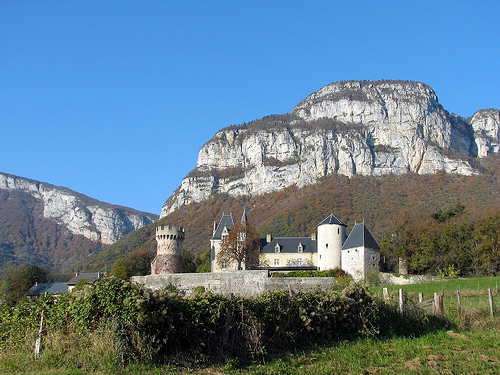
Le château de la Bâtie sur les hauteurs.

- Parc Malatray

Ancienne propriété privée, acquise par la commune, le parc Malatray est un petit havre de paix au pied de la colline des Chavonnes, avec son bassin et ses arbres centenaires. Il comporte un parcours botanique, des aires de pique-nique et des jeux pour enfants.
- Château de la Bâtie

Situé au pied du mont Peney, à 1 km au nord, sur un éperon rocheux au-dessus de Barby, dominant un coude formée par la Leysse, le château de la Bâtie ou château de la Bâtie-Seyssel, est un ancien château fort du XIIIe siècle, restauré au XVIe siècle. Élevé sur les hauteurs de la ville, il reste toutefois le principal attrait de la commune. Le panorama qu'il offre sur la vallée de Chambéry y est pour quelque chose. Mais cette ancienne forteresse féodale est aussi l'une des mieux conservée de Savoie avec ses cinq tours et ses deux vestiges d'enceintes.
Le château de la Bâtie, sa grande terrasse ainsi que la salle basse devenue le grand salon, la cheminée de la salle des gardes et la mosaïque gallo-romaine, fait l’objet d’une inscription partielle au titre des monuments historiques depuis le 6 avril 1972.
- Base militaire du Roc Noir

La commune accueille aussi le 13e bataillon de chasseurs alpins dans la base militaire du Roc Noir.

### Espaces verts et fleurissement
En 2014, la commune obtient le niveau « deux fleurs » au concours des villes et villages fleuris.

### Personnalités liées à la commune
Louis Besson a été député-maire de cette commune avant d'être élu maire de Chambéry.